# Chiesa di Sant'Ildefonso (Porto)
La chiesa di Santo Ildefonso è un edificio sacro del XVIII secolo della città di Porto, in Portogallo. La chiesa è dedicata a sant'Ildefonso di Toledo, arcivescovo di Toledo del VII secolo. Terminata nel 1739, è in stile proto-barocco.
La chiesa fu restaurata nel 1819, a causa di danni causati da una forte tempesta; il 21 luglio 1833, durante l'Assedio di Oporto, subì anche danni dovuti al tiro d'artiglieria. La facciata, datata al 1932, è ricoperta di azulejos di Jorge Colaço, che rappresentano scene della vita di San Ildefonso e allegorie dell'eucaristia. La navata poligonale è sormontata da due campanili.
La chiesa è inclusa nell'insieme delle opere del centro storico di Porto, classificato dall'UNESCO come Patrimonio dell'umanità nel 1996.